# هارتلی کریگ
هارتلی کریگ (انگلیسی: Ralph Craig؛ ۲۱ ژوئن ۱۸۸۹ – ۲۱ ژوئیهٔ ۱۹۷۲) یک ورزشکار اهل ایالات متحده آمریکا بود. وی در المپیک سال ۱۹۱۲ استکهلم توانست در دو رشته دوی صد متر و دوی دویست متر مدال طلا بگیرد.